# Порт-Майо (станція метро)
Порт Майо (фр. Porte Maillot) — станція лінії 1 Паризького метрополітену, розташована на межі XVI і XVII округів Парижа. Назву отримала від однойменної площі на кордоні Парижа, що утворилася в результаті ліквідації воріт Майо після демонтажу Тьєрського муру. На станції заставлено тактильне покриття. На станції встановлені автоматичні платформні ворота.

## Історія

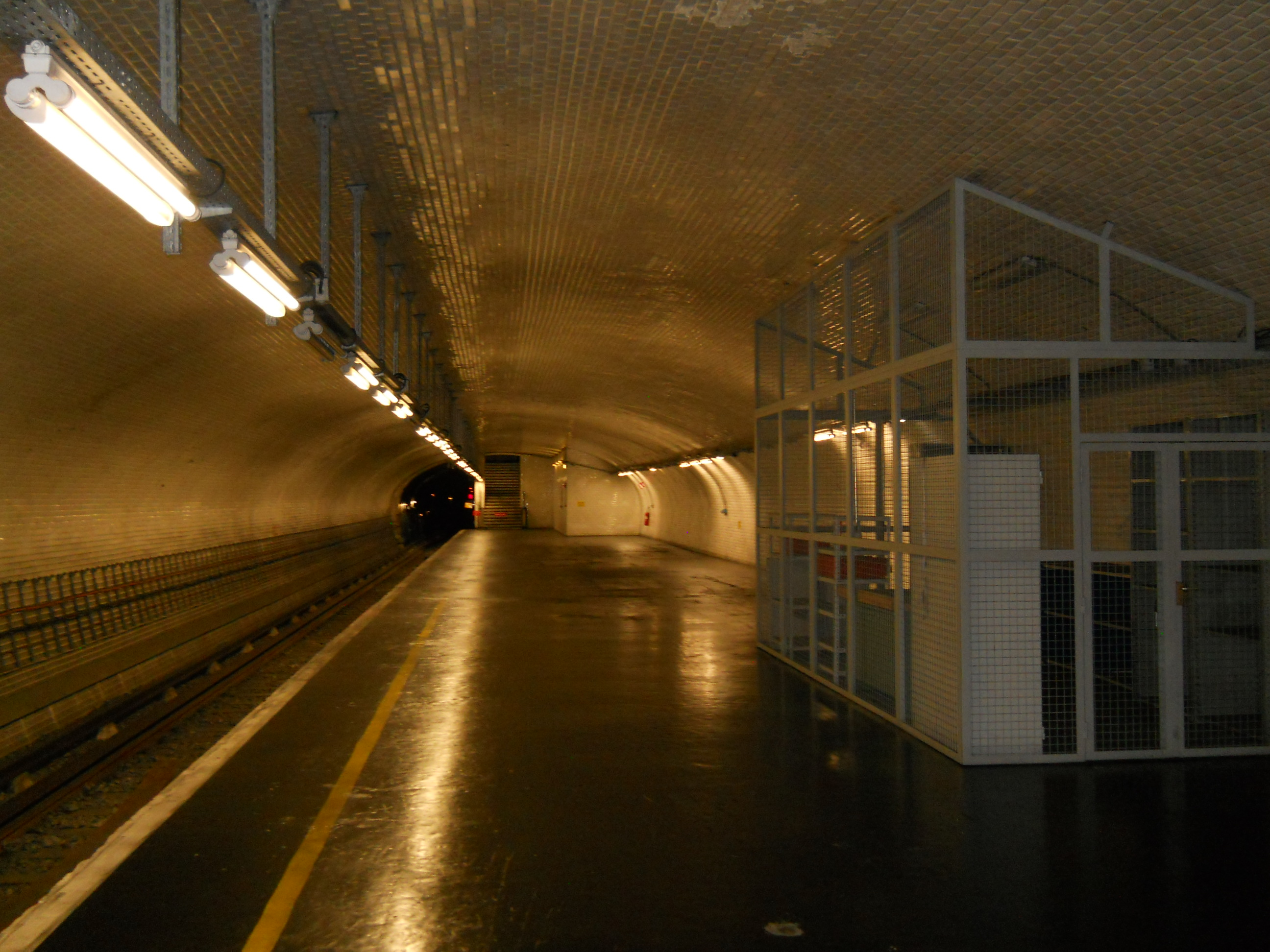
Зал старої кінцевої станції "Порт Майо", якою користувалися для регулярного руху до 1936-1937 років

- Історично станція «Порт Майо» була кінцевою станцією першої ділянки Паризького метрополітену Порт Майо — Порт де Венсен, що відкрилася 19 липня 1900 року. Для оберту поїздів була споруджена розворотна петля з двома бічними платформами, що збереглися до наших днів.
- У 1930-х роках, у зв'язку з продовженням лінії 1, було прийнято рішення про перенесення станції «Порт Майо» на трасу нової споруджуваної ділянки до Пон де Нейї. В результаті 15 листопада 1936 року відкрився новий зал станції, за яким був споруджений пункт технічного обслуговування, а вже через кілька місяців було запущено ділянку в передмістя Парижа.[1] Нова станція була розрахована на прийом семивагонних складів, що в Паризькому метро так і не було реалізовано (максимальне число вагонів у паризьких метропоїздах, як раз на лініях 1, 4 і 14, становить 6).[2], хоча платформи лінії 14 завдовжки 120,5 м були спроектовані для восьмивагонних поїздів. Стара станція в 1992 році була перетворена в зону технічного обслуговування, а в 2007 році на її коліях відкрилося нове ательє для складів MP 05.
- З 1988 року діє перехід на станцію Нейї — Порт Майо лінії C RER.
- Пасажиропотік по станції за входом в 2012 році, за даними RATP, склав 8913838 осіб[3]. У 2013 році цей показник виріс до 8998134 пасажирів (23 місце за рівнем вхідного пасажиропотоку в Паризькому метро)[4].

## Перспективи
Планується будівництво переходу на майбутню станцію Нейї — Порт Майо лінії E RER в рамках продовження її центральної ділянки.

## Колійний розвиток
- На захід від станції закінчується колійний розвиток пункту відстою і технічного обслуговування, побудованого в 1936 році при реконструкції станції. Цей пункт займає середні колії між головними коліями більшої частини перегону Ле Саблон — Порт Майо, однак при цьому його колійний розвиток продовжується і в станційному залі.
- Примикання колій ательє Майо (колишньої розворотної петлі) знаходиться посередині перегону Порт Майо — Аржантін.

## Галерея

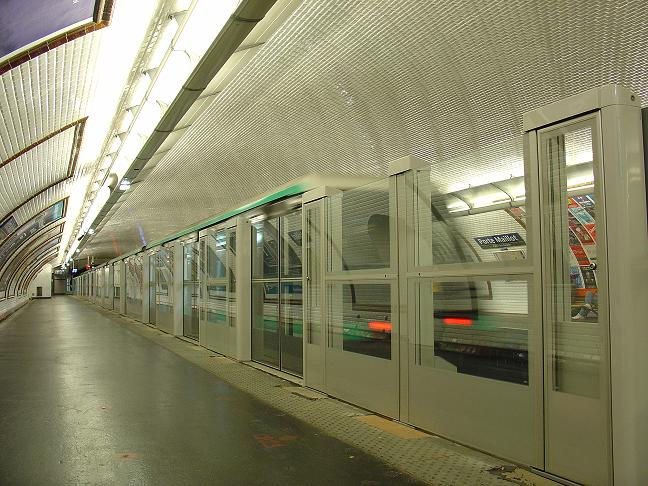
Платформні двері
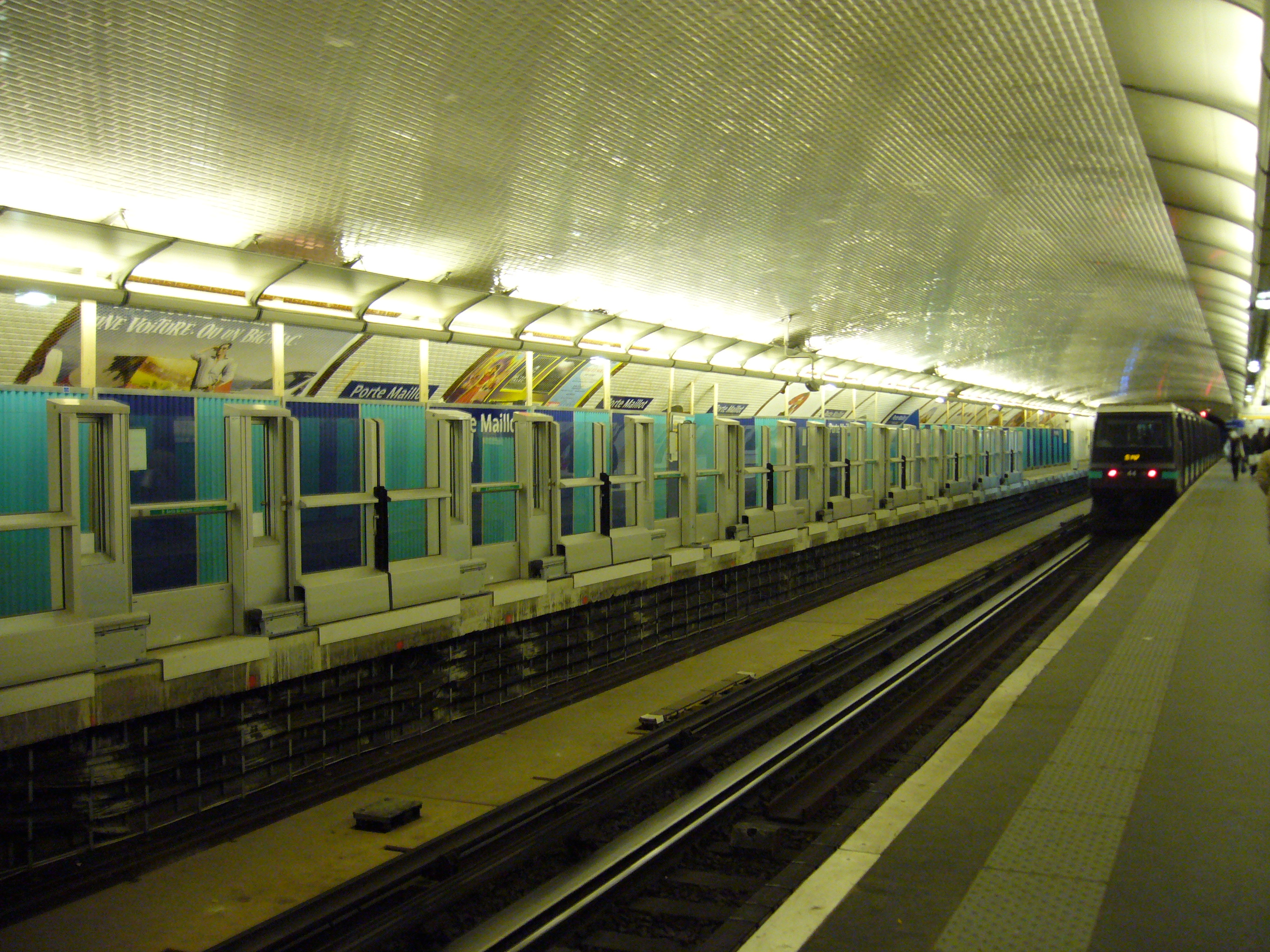
Установка платформних дверей у 2008 році
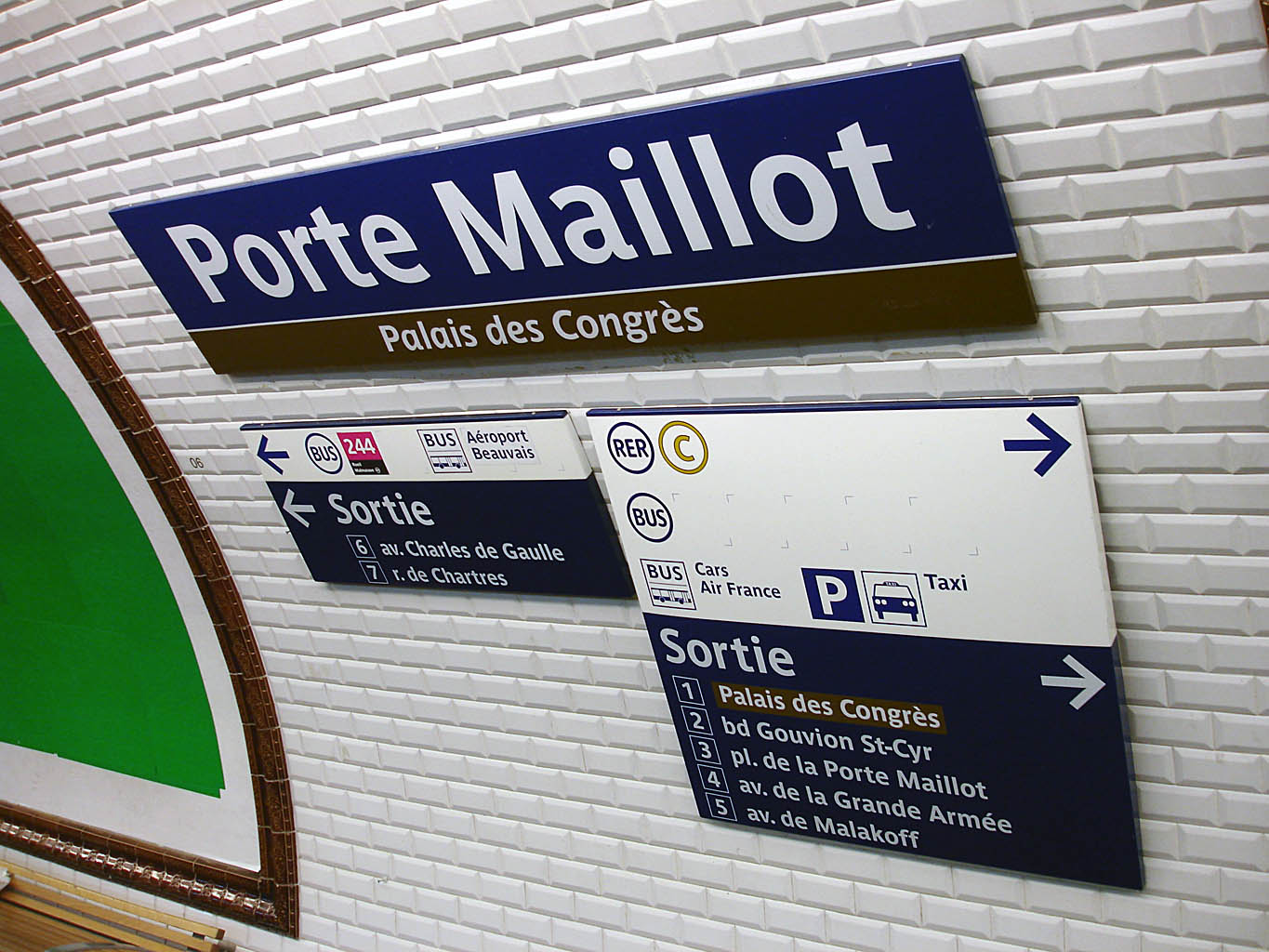
Вивіска з назвою станції та покажчик виходу